# 拉塞爾鎮區 (密蘇里州梅肯縣)
拉塞爾鎮區（英語：Russell Township）是位於美國密蘇里州梅肯縣的一個行政鎮區。

## 地方資料
拉塞爾鎮區的面積為94.37平方千米，當中陸地面積為94.23平方千米，而水域面積為0.14平方千米。根據2020年美國人口普查的數據，當地共有人口179人，而人口密度為每平方千米1.9人。